# 一點都不小嘛！～在校車裏迎接啾啾❤～
《一点都不小嘛！～在校車裏迎接啾啾❤～》是Iris在2016年10月28日發售的戀愛冒險類型成人遊戲，當中由ふくみみ負責原畫，綾那和神野詩織共同擔當編劇。
《一点都不小嘛！》擁有多條劇情分支路線，每條路線皆有一系列預先設定的場景和人物互動。其主要聚焦於四名女主角跟玩家角色的互動，並刻畫了角色之間的性行為。整個故事以主角芝姬新的視角作切入點。他因為受到學園理事長兼祖母的委託，而要在離島的某間學園兼任校工、校車司機、宿舍管理人三職。
《一点都不小嘛！》在日本美少女遊戲暨動漫相關商品銷售網站Getchu屋的2016年10月最暢銷遊戲排行榜上排行第9名，在該站亦被票選為2016年10月第7佳的美少女遊戲。

## 遊戲系統

《一點都不小嘛！》的遊玩介面，圖中女主角天衣美乳正在跟玩家角色芝姬新對話。

《一點都不小嘛！》採取戀愛冒險的遊玩方式，玩家所扮演的是本作的男主角芝姬新（芝姫はじめ）。基本上玩家在遊玩的時候都需閱覽屏幕上所顯示的文本和聆聽遊戲發出的聲音，用以了解故事情節和人物之間的對話。該些文字會與人物拼合圖和背景一同出现，用以表示芝姬跟誰對話。玩家會在故事中遇見代替背景和人物拼合圖的CG。《一點都不小嘛！》擁有多條劇情分支路線，每條路線的结局皆有所不同。玩家的選擇會影響女主角們對芝姬的好感度，從而影響之後的劇情路線。
本作角色之間的關係亦帶有一定性意味。有關場景包括手交、口交、性交。玩家在某些預設的段落中須選擇行為選項。對話框的下一段文本在做出選擇前並不能夠顯示。玩家必須反覆載入選項頁面並選擇不同的選項，才能夠觀覽存於不同路線的劇情。《一點都不小嘛！》擁有多個結局。

## 故事
本作的主角芝姬新因為受到學園理事長兼祖母的委託，而要在離島的瓔成學園卷島分校兼任校工、校車司機、宿舍管理人三職，負責照顧三名少女天衣美乳、乃木坂凜、有棲川琉璃千代的起居。有一天，該間學園因為突然出現人手空缺，而要由臨時讲师诺诺=弗朗西斯卡=菲尔柴鲁德（ノノ＝フランシスカ＝フェアチャイルド）填補之。诺诺是個外表跟實際年紀一樣的年幼老師，因為天資優異而能夠為人師表。她在來到學園教書後沒過多久，便為上述三名少女開展性教育課程，要新在她們面前射精，使她們開始對主角產生性意識，新則以此為契機開展與女主角們的性關係。

## 角色
天衣美乳（天衣 みるく）
瓔成學園的學生，性格開朗。因為父母從事農業工作的關係，故擅於給奶牛擠奶。
乃木坂凜
瓔成學園的學生，性格俏皮。喜歡吃糖果，尤好酒心巧克力，不過她一旦醉了就很容易為身邊人帶來麻煩。
有棲川琉璃千代
瓔成學園的學生，同時是創校人的曾孫。性格溫柔。作中主角所住的整楝宿舍原是她的別墅。
諾諾=弗朗西斯卡=菲爾柴魯德（ノノ＝フランシスカ＝フェアチャイル）
瓔成學園的臨時教師，外表跟實際年紀一樣年幼，部分行為也跟年紀相符，但因為天資優異而能夠為人師表。

## 開發
Iris在開發《一點都不小嘛！》之前，曾推出《秘密的秘密！》（ないしょのないしょ!）和這兩部蘿莉主題作品。本作一如上述兩作，同以蘿莉角色作主打。曾於前兩作負責原畫的，再次於《一點都不小嘛！》負責以上項目。編劇由綾那和神野詩織共同擔當。主題曲由諾諾的聲優負責獻唱。配樂則由井原坦平負責。

## 宣傳發行
2015年12月，Iris在官網上公開本作的角色形象圖和背景設定資料。同月12日，它在YouTube發表本作的背景舞台「瓔成學園卷島分校」的校歌，接着在次年1月公開本作的演示影片。1月27日，它開展了「Twitter轉推活動」。3月25日，Iris在秋葉原舉辦本作的宣傳活動，參與者可獲贈以本作角色為主題的明信片，以及由官方為之加上背面插圖的機會；已預購者更可於會場獲贈「新奇贈品」。4月28日，Iris開始於YouTube定期上傳廣播節目《告訴我吧！諾諾老師與她愉快的朋友們》（おしえて！ののちゃん先生とゆかいななかまたち），它在10月結束。4月29日，官方推出了手機鬧鐘應用程式，它以用家「在指定時間內起床，阻止諾諾老師尿床」的背景設定為主題。
本作原定在2016年5月27日開售，不過後來因為製作進度問題，而延期至7月29日。後來又因為製作者的健康問題，而再延期到9月30日。6月20日至26日，Iris跟東京都的咖哩店合辦宣傳活動，讓購買特製餐點的人能夠獲贈以本作角色為主題的徽章，有關活動在次月再度舉辦。8月，Iris發佈了本作的免費試玩版，予供公眾下載試玩。9月29日，它宣佈本作已下線，發售日期為10月28日。次日，它在其官網及DLsite上發佈了本作免費試玩版的第二版，於當中把色情場景的比例增加。
PC正式版的遊戲光碟在2016年10月28日開售，同時相容Windows Vista/7/8/10。預訂版會附送廣播劇CD；初回版則會附送音樂原声带和小冊子。部分位於秋葉原的商店在正式發售的該天舉辦了紀念活動，於當中為已購買者贈送的簽名卡。部分商店會為購買《一點都不小嘛！》的顧客贈送像挂毯、电话卡、徽章般的贈品。下載版在次年1月27日發佈。

## 評價
《一點都不小嘛！》在日本美少女遊戲暨動漫相關商品銷售網站Getchu屋的2016年10月最暢銷遊戲排行榜上排行第9名，在該站亦被票選為2016年10月第8佳的美少女遊戲。

## 外部連結
- 官方網站 （页面存档备份，存于）（日語）